# Гринёва, Анна Сергеевна
Анна Сергеевна Гринёва (род. 31 января 1988 года) — российская ватерполистка, защитник волгоградского «Спартака» и сборной России. Заслуженный мастер спорта России (2016).

## Карьера
Воспитанница ДЮСШОР № 3 Волгодонска (Ростовская область). В 2004—2009 годах выступала в составе волгодонского клуба «Юность».
В 2009—2014 годах играла в составе СКИФ ЦСП «Измайлово» (Москва). В 2011 году стала бронзовым призёром чемпионата России и обладателем Кубка России.
С 2014 года защищает цвета волгоградского «Спартака». В 2014 году стала бронзовым, а в 2015 — серебряным призёром чемпионата России.
Игрок сборной России. Бронзовый призёр XXV Всемирной летней Универсиады (Белград, 2009), чемпионка XXVII Всемирной летней Универсиады (Казань, 2013), серебряный призёр Мировой лиги (2013), финалист Суперкубка Европы и Кубка Len Trophy (2013).
В 2016 году выиграла бронзовую медаль Олимпийских игр в Рио-де-Жанейро.

## Награды
- Медаль ордена «За заслуги перед Отечеством» II степени (25 августа 2016 года) — за высокие спортивные достижения на Играх XXXI Олимпиады 2016 года в городе Рио-де-Жанейро (Бразилия), проявленные волю к победе и целеустремленность[2].
- Почётная грамота Президента Российской Федерации (2013) — за высокие спортивные достижения на XXVII Всемирной летней универсиаде 2013 года в городе Казани.